# Слоп

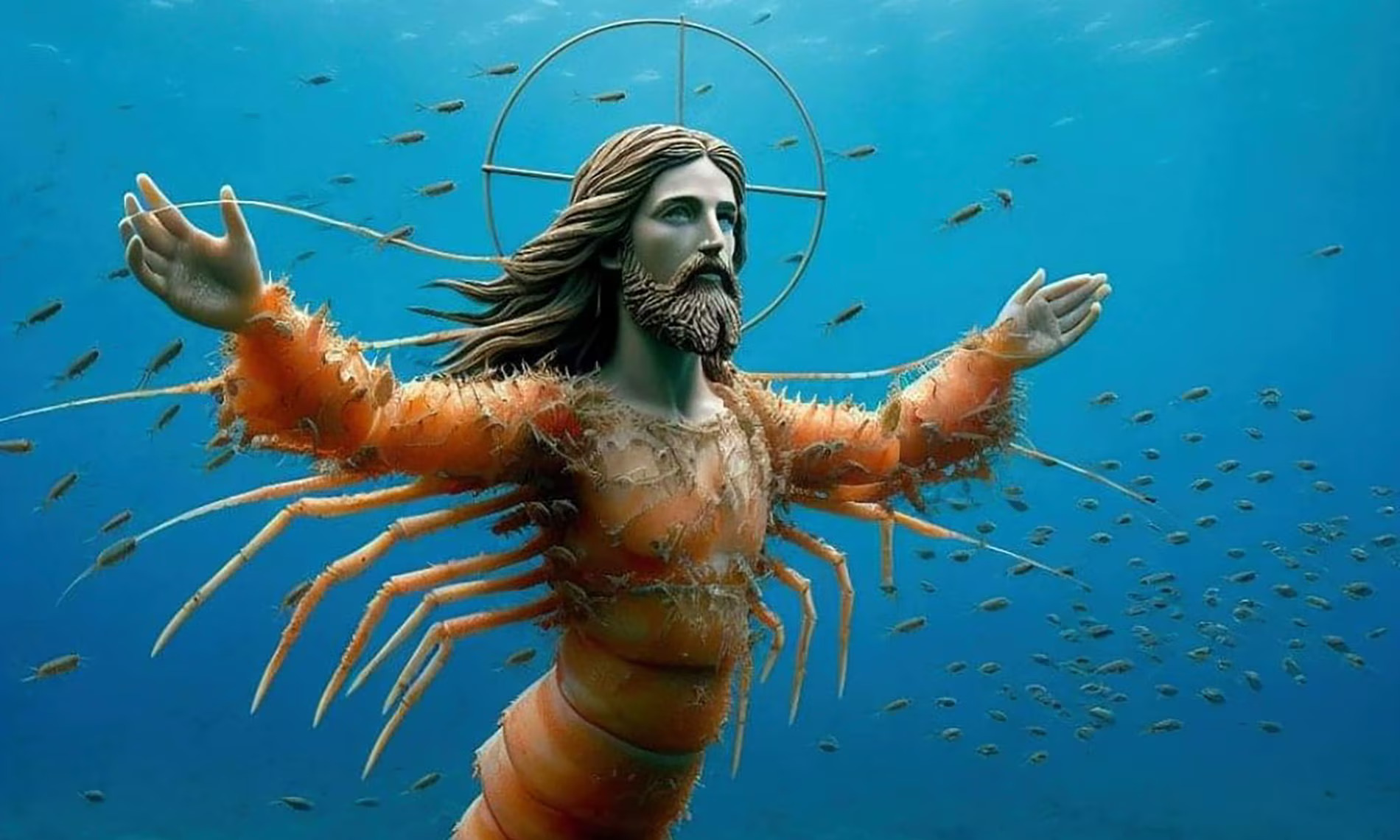
«Креветочный Иисус», подобные изображения используют в социальных сетях для привлечения лайков.

Слоп (англ. slop, AI slop) — контент низкого качества, сгенерированный искусственным интеллектом (ИИ), который не несёт в себе ценности, смысла и логики. Подобный контент часто генерируется для принесения дохода или экономии ресурсов. Термин имеет уничижительный оттенок, схожий со словом «спам».
Слоп часто публикуют в социальных сетях для привлечения лайков от пользователей, не подозревающих об использовании ИИ.

## Этимология
Из-за резкого увеличения количества низкокачественных ИИ изображений в связи с появлением доступных генеративных нейросетей, пользователи интернета и журналисты хотели придумать слово для подобного контента. Предложили такие термины, как «ИИ мусор» (англ. AI garbage), «ИИ загрязнение» (англ. AI pollution) и «сгенерированный шлак» (англ. AI-generated dross).
Британский программист Саймон Вилсон использовал слово «слоп» в его личном блоге в 2024 году. Его называют ранним пользователем этого термина, хотя он сказал, что слово использовали ещё до него.
Термин получил популярность во второй половине 2024 года, частично из-за внедрения в Google поиск искусственного интеллекта, который давал неуместные и порой опасные результаты, за что был раскритикован прессой.

## В социальных сетях
Изображения и видео, сгенерированные ИИ, распространилось по социальным сетям, таким как Facebook и TikTok, потому что это был лёгкий способ массово выпускать посты с последующей их монетизацией .
В интервью с журналом New York, создатель слопа из Кении сказал, что генерирует промпты с помощью ChatGPT, а затем использует их для генерации изображений с помощью моделей, таких как Midjourney.

## В рекламе
В ноябре 2024 года Coca-Cola использовала ИИ для создания новогодней рекламы. Эти видео быстро подверглись критике со стороны пользователей и аниматоров; аниматор Гравити Фолз Алекс Хирш раскритиковал решение компании использовать ИИ, вместо найма людей для создания рекламы. В ответ на критику компания заявила, что продолжит создавать «высший уровень работы между человеческой креативностью и технологиями».
В марте 2025 года Paramount Pictures подверглась критике за использование ИИ для генерации текста и озвучки рекламы фильма Новокаин. Компанию A24 раскритиковали за постеры фильма Падение Империи, которые были сгенерированны с помощью ИИ. На одном из постеров изображена группа солдат на танко-подобном плоту, готовящаяся выстрелить по большому лебедю — подобного события в фильме не было.
В этом же месяце Activision выпустила ИИ рекламу несуществующих игр, таких как «Guitar Hero Mobile», «Crash Bandicoot: Brawl» и «Call of Duty: Zombie Defender». Компания объяснила это тем, что проводила «опрос», чтобы выяснить, станут ли пользователям интересны такие игры.

## В книгах
С 2024 года в цифровых магазинах книг и библиотеках сильно увеличилось количество книг, написанных ИИ. Цифровой издатель Hoopla, снабжающий библиотеки электронными книгами, имеет книги c вымышленными авторами, чей текст и обложка сгенерированы ИИ. Обработка этих книг обходится библиотекам в существенную сумму, если их берут ничего не подозревающие читатели.

## В видеоиграх

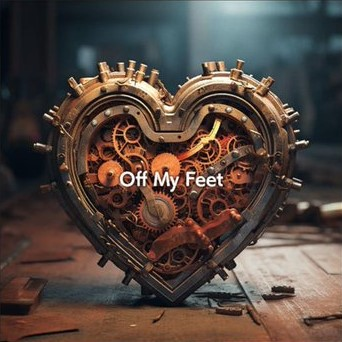
Обложка песни Off My Feet из Foamstars.

Игроки Call of Duty: Black Ops 6 заподозрили Treyarch и Raven Software в использовании ИИ для создания загрузочных экранов, эмблем и карт, в частности загрузочный экран режима «зомби» с зомбированным Санта-Клаусом, у которого на одной руке было шесть пальцев. Call of Duty: Modern Warfare III (2023) также заподозрили в использовании ИИ.
В феврале 2025 года, Activision пришлось опубликовать данные об использовании ИИ в Black Ops 6 из-за новых правил Steam. На странице игры написано, что Activision использовала ИИ для «помощи в создании некоторых ассетов».
Foamstars, сетевой шутер 2024 года от Square Enix, имеет внутриигровую музыку с обложками, которые были сгенерированы с помощью Midjourney. Square Enix подтвердила использование ИИ, но защитила свою позицию, сказав что сгенерированные изображения составляют менее 0,01 % от игрового контента. До этого, 1 января 2024 года, президент Square Enix Такаши Кирю сообщил в новогоднем сообщении, что компания будет «более агрессивно» использовать ИИ и подобные технологии для разработки и выпуска видеоигр.

## В фильмах
Некоторые фильмы подверглись критике за использование ИИ в генерации видео или вставок. Фильм «Полночь с Дьяволом» был одним из первых, где использовался ИИ; некоторым понравился такой подход, другие критиковали фильм, называя его слопом. В фильме ИИ использовался для создания титульных изображений, на одном из них был человеческий скелет с неправильной структурой костей и висящими в воздухе пальцами.